# 斑叶兰
斑叶兰（学名：Goodyera schlechtendaliana），为兰科斑叶兰属下的一个植物种。
其種子是世界上最小的種子，其種子重量摘自中國科學院華南植物園描述為"5万粒种子只有0.025克重，1亿粒斑叶兰种子才50克重。"